# Benito di Paula
Uday Vellozo MT (Nova Friburgo, 28 de novembro de 1941), mais conhecido por seu nome artístico Benito di Paula, é um cantor, compositor, pianista e escritor brasileiro. É conhecido pelo seu samba característico que começou ainda quando era jovem e cantava em hotéis e boates no Rio de Janeiro, onde não tocava um gênero em específico. Foi convidado por um amigo a tocar em Santos, onde veio a levar a sua carreira no estado de São Paulo.
Fixou moradia e formou família em São Paulo, onde desenvolveu sua carreira, tornando-se o grande símbolo do "Samba Paulista". Entre os anos 70 e 80 obteve grande fama, chegando nos dias de hoje a ter vendido 50 milhões de discos, sendo o quinto maior vendedor de discos do Brasil. Além do Brasil, vendeu discos em outros países, gravados em idiomas como espanhol, francês, italiano, finlandês, alemão e outros, com um total de 4 milhões de discos vendidos na Europa. Possui mais de 35 discos gravados, tendo parte importante de sua obra sido relançada em CD, devido ao seu grande êxito.

## Biografia

### Infância
Nascido em Nova Friburgo em 28 de novembro de 1941, Uday Vellozo é filho de José Vellozo, um ferroviário na Estação Leopoldina, e Maria Schuenck, os quais também tiveram outros 12 filhos. Era uma família de origem humilde. Seu pai descendia de ciganos rom e sabia tocar de maneira amadora diversos instrumentos de corda. Ele tinha um Bloco, com o nome de "Quem é bom não se mistura", e um grupo, Regional. Vendo ele tocar, Uday aprendeu também alguns instrumentos. Já sua mãe era trineta de Johann Carl Schwenck, imigrante alemão do Eleitorado do Palatinado que chegou ao Brasil junto com outros para participar como mercenários da Guerra da Cisplatina.

### Início como cantor
Uday Vellozo obteve fama nacional como "Benito di Paula", nome que foi escolhido por ele e Alfredo Motta, um grande incentivador de sua carreira que o convidou quando tinha entre 15 e 16 anos para cantar no Hotel Avenida, localizado na Rua Dante Laginestra, no centro de Nova Friburgo. Inicialmente escolheram para Uday o nome artístico "Benito", ao qual posteriormente adicionaram "di Paula, com o propósito de "italianizar" o nome do cantor. Aos 17 anos foi servir ao Exército no Rio de Janeiro. Morou no Morro da Formiga, na Tijuca, Zona Norte da cidade, onde foi crooner de boates,  principalmente na boate Balalaika, em Copacabana, no entanto recebia pouco. Certo dia, um casal amigo o convidou para ganhar o dobro em São Paulo. Benito continuou a tocar piano em casas noturnas de Santos e na cidade de São Paulo, assim  como na Catedral do Samba, no bairro do Bixiga, onde frequentemente se apresentava.

Desenho ilustrativo de Benito di Paula, em 1968

### Início de carreira e ascensão
No ano de 1956, ainda jovem, inicia sua vida fonográfica com a companhia de Portinho & sua Orquestra, com a canção própria "Final". E deste ano até metade da próxima década, faz composições e aparições enquanto tocava em boates pelo Rio de Janeiro.
Em 1966 lança duas músicas suas em um disco compacto pela gravadora Continental, no qual incluía a primeira de 1956 de um lado, e "Bem Feito", em outro, sendo que a primeira teve acompanhamento de Portinho & sua Orquestra e a segunda, com o acompanhamento de Os Brasas. Em 1968 outro compacto foi gravado, nesse, havia além de uma música sua, "Canção para o nosso amor", uma gravação de "Andança" da cantora Beth Carvalho. Nos primeiros exemplares deste compacto, ainda havia o seu nome de batismo, Uday Vellozo, na capa, mas logo depois mudou para o seu nome artístico no qual ficou conhecido, Benito di Paula. Com isso, pouco tempo depois entregou três novas músicas para um disco em conjunto com outros artistas, cujo nome era Para Você, as músicas eram "Mocidade é Alegria", "Mestre" e "Natal no Brasil"; além de também gravar uma composição de J.M. Ferreira e Mariza Saboya, "Espera". A música "Canção para o nosso amor" rendeu a Benito, a principal trilha sonora da telenovela Nino, o Italianinho da TV Tupi de 1969, além da própria do disco. Ainda nesta época, sua música era de um ritmo que se assemelhava com "rock e soul", do estilo Roberto Carlos, e românticas melancólicas. No mesmo ano, entregou composições e letras para outros artistas, como Ronnie Von, em seu disco A Misteriosa Luta Do Reino De Parassempre Contra O Império De Nunca Mais, a canção "Foi Bom".
Em 1970, lançou o disco compacto Hei John/Faça de Mim Uma Ilha, que concorreu e ganhou o Prémio Chico Viola do mesmo ano, dado pela TV Record, e em decorrência disso, em 1971 a gravadora Copacabana o convidou para gravar um LP como crooner, cujo nome foi Benito di Paula, no qual foram incluídas  "Jesus Cristo" (Roberto e Erasmo Carlos), "Azul da Cor do Mar" (Tim Maia) e "Apesar de você", de Chico Buarque. Por essa última música, foi censurado de tocar no rádio e teve os discos recolhidos de lojas. Neste mesmo disco também interpretou quatro composições de sua autoria, entre elas "Violão Não se Empresta a Ninguém", que foi a música que acabou puxando a vendagem do LP. Sendo essa em 1972 a 66ª música mais tocada nas rádios.
Logo após a histórica apresentação de Benito no programa do Chacrinha, ainda na extinta TV Tupi, Chico Buarque, em meio às gravações para o LP da trilha do filme de Cacá Diegues, Quando o Carnaval Chegar, sairia de casa para o estúdio assoviando a melodia. Bastara uma única audição da música para que a memória musical prodigiosa de Chico registrasse imediatamente letra e melodia da canção. Mais curiosamente ainda, depois de um momento no caminho, o cérebro de Chico começou a lhe oferecer, espontaneamente, variações sobre a letra original de Benito di Paula, no mais conhecido "estilo buarquiano", a essa altura já consolidado. Chico aproveitou os  músicos presentes na sessão daquele dia para fazer um  registro de sua versão da música. A gravação não veria a luz do dia, ficando fora da versão final do disco e Chico acabou nunca a apresentando ao compositor.
O seu segundo LP Ela, de 1972, levou algumas de suas faixas para outros lugares, como os Estados Unidos. Mas em 1973 estourou nas paradas de sucesso com o terceiro Um Novo Samba, em cuja capa já aparecia com seu bigode e cavanhaque, cabelos longos, além de correntes, brincos, pulseiras etc. O grande sucesso desse disco foi a música "Retalhos de Cetim", que se tornou a segunda mais tocada em todas as mídias do ano, sendo o seu maior sucesso até então. Neste Um Novo Samba, Benito criou seu estilo próprio de tocar samba, mas isso gerou muita polêmica entre alguns dos críticos na época, que começaram a denominar o que ele fazia de "samba-joia", ao combinar o samba tradicional com piano e arranjos românticos e jazzísticos. Porém este samba-jóia não agradou Benito, que nunca deixou de citar isto como um termo pejorativo, já que o mesmo se identifica como sendo do gênero samba. Sendo impulsionado por "Retalhos de Cetim", Benito se tornou um dos grandes nomes da canção brasileira dos anos 70. Esta mesma composição lhe abriu as portas para o sucesso no Brasil e no exterior, tendo sido gravada por Jair Rodrigues, pela orquestra de Paul Mauriat e pelo guitarrista americano Charlie Byrd, figurando também entre as composições selecionadas pelo historiador Jairo Severiano como um dos maiores sucessos do ano de 1973. O compacto simples havia vendido mais de 150 mil cópias.

### Década de 1970 e auge
Em 1974 lança mais um LP, intitulado Gravado Ao Vivo, e que continha mais músicas que entraram para as mais tocadas do ano, entre elas tendo "Beleza que você é mulher", "Além de tudo" e sua outra grande música que é quase sempre associada ao seu nome, "Charlie Brown". Essa música levou 5 anos para ser composta, sendo iniciada em 1969, ano em que Benito estava morando em uma pensão italiana em Santos; onde os outros moradores liam a revista do Charlie Brown. Quando Benito questionou sobre o que se passava na revista, se encantou com o personagem e então fez a música que se tornou uma das mais tocadas no ano de 1974. No mesmo ano, Roberto Carlos lança o seu décimo quarto álbum de estúdio pela gravadora CBS, contendo como faixa número dois a música "Quero ver você de perto", sendo ela uma música do Benito que não havia sido lançada em nenhum disco até então. Também gravou a música "Último Andar" para trilha sonora nacional da novela O Espigão da Rede Globo, exibida entre abril e novembro do mesmo ano.
No ano de 1975 lançou dois LPs. Um destes era disco de carreira, e contava com mais sucessos que foram tocados na época, entre eles sendo "Vai Ficar na Saudade", "Não Precisa me Perdoar" e "Bandeira Do Samba", todas indo para as mais tocadas do ano. Neste mesmo disco havia uma música em homenagem a Ataulfo Alves, "Como Dizia O Mestre", grande inspiração para Benito e também outra homenagem, que era "Sanfona Branca", feita para Luiz Gonzaga. Benito era um amigo de Luiz Gonzaga, desde que  se encontraram pela primeira vez no banheiro em uma Caravana de artistas em Brasília planejada por Silvio Santos. Luiz Gonzaga, também fez uma música para Benito, "Chapéu de Couro e Gratidão", do seu disco "Chá Cutuba". Gonzaga chamava-o de "meu filho postiço".
No mesmo ano, foi apresentador do programa "Brasil Som 75", da TV Tupi, de São Paulo, que resultou em um disco lançado no mesmo ano, no qual apresentou alguns de seus convidados, entre eles Elizeth Cardoso, Wando e Bebeto. Nesse disco lançou mais um sucesso na época, "Mulher Brasileira", uma música que também é normalmente associada a ele. Em uma das vezes que saiu do estúdio de gravação do programa, encontrou Adoniran Barbosa, que lhe deu um papel com metade de uma música feita e pediu para Benito continuar. A Benito continuou e música e depois junto com Adoniran a entregaram para o grupo Os Três Moraes, com o título "Não Precisa Muita Coisa". No mesmo ano, ao lado de Elizeth Cardoso, Paulinho da Viola, Gilberto Gil, Jorge Ben Jor, Beth Carvalho, Sônia Santos, Quinteto Violado e Cláudia, integrou a delegação brasileira que participou do Festival do MIDEM (Mercado Internacional de Discos e Editoras Musicais), na cidade de Cannes, na França. Ainda em 1975, lançou a música "Charlie Brown" no exterior, que obteve grande sucesso, a ponto de Chico Buarque referir-se a Charlie Brown como se fosse personagem real.

Desenho ilustrativo do Benito di Paula, em 1975

Em 1976 ainda continuou e lançou um disco com o nome "Brasil Som 76", mas logo foi substituído por Elizeth Cardoso, sendo este disco não muito distribuído. Porém lançou um disco de carreira, que contou com três músicas que mais uma vez se tornaram sucessos de rádio, e eram "Tudo Está No Seu Lugar", música feita para sua mãe e família, "Do Jeito Que A Vida Quer", outra homenagem a Ataulfo Alves, e "Maria Baiana Maria", que rendeu um compacto simples só para essa canção. Com todas essas músicas ganhando fama a cada disco lançado, Benito é indicado ao Troféu Imprensa de melhor cantor do mesmo ano, concorrendo contra Roberto Carlos e Chico Buarque, e acaba ganhando o troféu. Também faz sua primeira aparição no Globo de Ouro, com a música "Vai Ficar Na Saudade", rendendo um videoclipe no mesmo ano.
No ano de 1977 lançou uma música no seu disco "Benito di Paula" intitulada de "Osso duro de Roer", onde, fazia uma clara declaração de que ainda estava vivo, pois os que o chamavam de "brega", "cafona" e "fora de moda" também haviam dito que Benito estava com leucemia e que até mesmo havia morrido. Esses críticos, criaram a rotulação pejorativa de "samba-joia" para o tipo de música que Benito fazia, sempre existiram como dito antes, mas a cada momento se tornavam mais frequentes com o passar do tempo que ele se tornava mais famoso, mas ele nunca deixou de se defender, chamando-os de "donos do Samba". No mesmo disco havia a música "De Tombar Caminhão" e "Proteção as Borboletas", que também foram para entre as mais tocadas do ano. Além de também ter feito "Assobiar ou Chupar Cana", uma música que foi feita para os atores, esportistas e outros que ganharam notoriedade na TV, que se aventuravam como intérpretes musicais e se dizendo cantores e compositores. E de certa forma, pessoas que usavam sua imagem pública para opinar sobre temas variados.  Benito usa como alvo principal, Pelé, pois já tinham uma certa hostilidade verbal, retratado na música "Coisas da Vida" de 1975.
Em 1978 lançou com o seu LP com músicas, que em bastante tempo, não foram para as mais tocadas do ano. isso se deu pelo motivo de que com o passar do tempo, elas começaram a se tornar mais romântico-melancólicas, assim como no início de sua carreira nos anos 60. Mas apesar disso, ainda haviam músicas animadas como "Ave de Rapina"" e "Viva O Sol", que e tornou o tema de abertura do seu programa que teve anos dois anos depois.
Chegando em 1979, o disco que muitos ouvintes chamam de "Desencontro", por ser a primeira faixa, é lançado. Neste disco conta com músicas românticas, e com um ritmo bem melancólico, como pode se observar nos nomes, "Se Eu Pudesse", "Madrugada", "Olha Nós Aí" e a música "Pau-de-Arara", que tem uma quase imperceptível critica ao governo e a situação do Sertão. Mas mesmo assim ainda possui músicas animadas como "Vamos Cantar" e "Som do Meu Cavaquinho". No mesmo ano gravou com o grupo Demônios da Garoa a música trilha sonora "A Vida é Dura", que era o tema do personagem Victor Valentim da novela Ti-ti-ti da Rede Globo.

### Década de 1980
Os anos 80 do Benito di Paula se dão principalmente por uma constante mudança de gravadoras e por um considerável declínio do artista, onde começa a perder lugar na mídia de maneira constante. Também é uma época onde o seu Samba, nas primeiras partes da década, é bem mais calmo do que na década anterior. Mas mesmo assim é uma época de muitas músicas que agradaram o seu público fiel, que continua a recordar muito dessa época, sendo sua fama sempre relacionada com os anos 70. Em 1980 lança um disco que não seguia muito o ritmo dos outros últimos anteriores, e sim algo diferenciado, como um "Samba animado e com letra triste". Neste disco haviam músicas como "Quero Ver Você de Perto", (agora com ele cantando ao invés de Roberto) "De Quem É Essa Morena" (música dele junto com Chico Anysio), "Havia Festa" e "Nossa Homenagem", feita como tributo para Vinícius de Moraes, que havia falecido em julho do mesmo ano. Ainda em 1980 foi convidado por Sílvio Santos para começar as gravações de outro programa onde seria apresentador, agora na TVS. O programa era de entrevistas de cantores, que seriam entrevistados ao mesmo tempo que cantariam, o nome do programa era "O Som do Brasil", e tinha como música tema "Viva o Sol" de 1978. Devido a problemas supostamente orçamentários, o programa não foi muito além, e mais tarde foi colocado como um "Especial Benito di Paula". Neste mesmo ano, de forma súbita, a gravadora Copacabana cancelou todos os contratos com Benito, após o lançamento do disco.

Desenho ilustrativo de Benito di Paula, em 1980

Em 1981 com a Copacabana fora das produções, Benito faz um contrato com a WEA para que lançasse o seu novo disco. Neste disco, conseguiu voltar para as mais tocadas das mídias, com a sua música "Ah, Como Eu Amei". Além dessa grande fama, haviam outras músicas que agradaram bastante o público seu, como "Um Dia Vai Chegar" e "Preciso Te Encontrar".
Em 1982 lança mais um disco pela WEA, e nesse disco, rendeu mais uma música sucesso, apesar de não ser tão grandioso quanto a anterior, que foi "Sonho em Preto e Branco". As outras músicas do disco ficaram em conhecimento, em sua maioria, para os fãs do cantor, como "Radamés" e "Chorei". Sua música, que ainda estava no quarto lugar das mais tocadas do ano, "Ah, Como Eu Amei", vai para a trilha sonora nacional da novela O Homem Proibido, da Rede Globo.
Em 1983 lança seu último disco pela WEA, com o nome "Bom Mesmo é o Brasil", que assim como a Copacabana, cancelou os contratos com o cantor. Neste disco, o ritmo, gênero e música em si é totalmente diferente de todos os seus discos anteriores, pois segue um funk em sua maioria. Essa mudança repentina não agradou muitos dos seus ouvintes, tanto que é um dos menos comprados, sendo difícil de achar nos dias atuais. Mas ainda assim haviam músicas no antigo estilo, como "Vovó Clementina" e "O Xerife e o Bandido". Neste mesmo ano, foi o grande auge do Clube de Amigos do Benito di Paula do Litoral Santista, um dos, se não o maior, clube de fãs ouvintes do Benito em todo o Brasil. Neste ano, sua direção era: presidente Rose di Paula, vice-presidente Luiz Caymmi e a diretora Maruda Bitra.
No disco que lançou no ano de 1984, "Que Brote Enfim o Rouxinol Que Existe Em Mim", havia feito um contrato com a RGE. Neste disco uma música ganhou destaque, "Amigo do Sol, Amigo da Lua", uma música com "teor inocente e puro", que ganhou bastante fama e depois foi parar como trilha sonora da telenovela da Rede Globo, "A gata comeu". Além dessa música, haviam outras como "Sigo Te Amando", "Fonte Nova" e "Lagartixa Também Muda de Cor", que acredita-se ser uma espécie de indireta devido a sua letra.
Em 1985, lança o seu disco com o nome "Nação", disco onde faz muitas críticas e defende algumas pautas. Por exemplo, em sua música de primeira faixa que tem um nome homônimo ao do álbum, faz uma critica aos extermínios, falta de direitos e de terra dos povos nativos brasileiros. Também fez uma música para marcar a redemocratização do Brasil depois da ditadura militar, tanto que, o nome da música se dá por "Nova República". O disco contou com a participação especial da dupla Tonico & Tinoco, na música "Caminhante", e também contou com o Grande Otelo, na música "Samba de Um Não Dá".
No ano de 1986 lança um disco só instrumental, onde haviam clássicas como "Retalhos de Cetim", "Ela", "Madrugada", "Sonho Em Preto E Branco", "Tudo Está Mudado" e até mesmo a sua última famosa, "Amigo do Sol, Amigo da Lua". Depois de lançar o disco, a WEA já não tinha mais contrato com ele. Também grava com Luiz Gonzaga a canção "Viva Meu Padim", no álbum "Forró de cabo a Rabo", do cantor nordestino.

Desenho ilustrativo de Benito di Paula, em 1988

Em 1987 lança um álbum pela gravadora Copacabana mais uma vez, o seu nome era "Quando a Festa Acabar", porém o disco não teve êxito, sendo difícil de encontrar nos dias de hoje. No disco haviam músicas como "Quando a Festa Acabar" e "Vale o Que Está Escrito". Esse disco marca o fim de uma era, pois ficou três anos sem gravar nada depois de seu lançamento, e isso nunca havia acontecido, de ficar um ano sequer sem lançar um álbum desde quando começara sua carreira. Apesar disso, fez muitas apresentações, e cantou a música principal do disco no último programa do Chacrinha, em 2 de julho de 1988, devido o falecer do apresentador no dia 30 de junho.

### Década de 1990
Os anos 90 foram os seus últimos anos de exposição nacional durante um longo período que viria pela frente, foi uma década onde lançava um disco a cada dois anos. Em 1990 lança pela gravadora RCA Victor o disco "Fazendo Paixão", onde tivemos a sua última música que estourou nos rádios, que tinha o nome homônimo, música que foi uma produção de Chico Roque e Carlos Colla, e não Benito como de costume. A música teve um videoclipe que foi gravado na Ilha de Paquetá, Rio de Janeiro. Além dessa música, ainda tiveram outras como "A Vida é Bonita Sem Você", "Cigarra Marrom" e "Pedaços de Carinho". No dia 30 de abril de 2021, em uma livestream no Instagram de seu filho, revelou não gostar muito do álbum, e disse que fora decisão da gravadora a letra das canções.
Dois anos depois, em 1992, lança o álbum "A Vida Me Faz Viver", o seu último pela gravadora Copacabana. O disco contava com músicas como "Eu Não Aguento Mais", que parece ser uma espécie de desabafo do cantor, como se mostrava na época. O disco teve sua maior exibição no programa da Rede Globo Almanaque junto a César Filho. Nesta época o seu visual estava diferente do comum e de antes do último álbum. Agora o seu cabelo estava mais curto, com um formato menos "bagunçado", bigode e barbicha feitos etc. Apesar do disco não ter tido nenhuma música de "estouro", uma das faixas "Meto o Pé Na Porta", foi regravada por outros artistas como Gian & Giovani.
Em 1994 lança o disco "Pode Acreditar", novamente e pela última vez com RGE. O disco foi apresentado no programa Jô Soares Onze e Meia no dia 16 de agosto de 1994, onde cantou uma das músicas do álbum, "O Amor é Um Jogo". Neste álbum havia como última faixa a música "Senna Nosso Campeão", em homenagem a Ayrton Senna, o piloto de Formula 1 brasileiro que morreu em um acidente provocado durante uma de suas corridas. Também teve a participação especial de Chico Anysio nas músicas "O Amor é Um Jogo" e "Choro de Homem", sendo a última apresentada em um dos episódios de Escolinha do Professor Raimundo. O disco tinha um ritmo muito parecido com os seus anteriores do começo dos anos 70. No mesmo ano lançou dois singles foram lançados, "Por Amor" e "Viva Meu Padim", para Luiz Gonzaga. E então em 1996 lançou o disco e também em CD, "Baileiro" pela Paradoxx Music, que continha músicas como "Dignidade de um Otário" e "Sentimento de Amor". Benito não lançaria nenhum outro LP ou CD nos próximos 13 anos, pelo motivo de que nenhuma gravadora o chamava para gravar. Morou durante dez anos na cidade de João Pessoa, capital da Paraíba, no tradicional bairro de Jaguaribe.
No segundo semestre de 1997, iniciou-se como um escritor ao publicar o livro de contos "Cantos e Contos do Benito di Paula". No ano de 1998 participou do "Projeto Seis e Meia", no Teatro João Caetano, no Rio de Janeiro. Na ocasião, apresentou-se com a pianista Carolina Cardoso de Menezes, sendo este, o último show da grande pianista. Por essa época, Paulinho Moska regravou com grande sucesso "Retalhos de cetim".

### Década de 2000
Na primeira década do novo milênio, Benito di Paula desaparece de todas as mídias e raramente aparece em uma entrevista ou programa musical. No ano 2002 o grupo de pagode Revelação regravou com grande sucesso "Do jeito que a vida quer". Neste mesmo ano, foi lançado o livro "Velhas Histórias, memórias futuras" (Editora UERJ) de Eduardo Granja Coutinho, livro no qual o autor fez várias referências ao compositor. Nesse mesmo ano ele cortou o cabelo ao nível de um pouco além acima do ombro, além de deixa-lo novamente "bagunçado". Também começou a raspar o bigode e cavanhaque.
Em 2003, "Do jeito que a vida quer" (com o Grupo Revelação) foi uma das músicas mais tocadas em emissoras segmentadas de pagode no Rio de Janeiro e por todo o Brasil. Neste mesmo ano, Alcione, no disco "Alcione ao vivo 2", regravou "Retalhos de cetim", um dos maiores sucessos do compositor. Nesse ano, no programa Calouros em Delírios da CNT, com Pedro de Lara, Benito tirou totalmente o bigode e cavanhaque, deixando o cabelo curto até a nuca, o que causou estranheza entre o público.
No ano de 2004 apresentou-se em show na Lona Cultural João Bosco, no Rio de Janeiro. E em 2008 o grupo mineiro Samba de Rainha, composto só por mulheres, regravou "Retalho de cetim" no CD "Vivendo samba".
Após 13 anos sem gravar, Benito lançou em 2009 pela EMI Music seu segundo CD e primeiro DVD ao vivo gravado no Vivo Rio, uma das maiores casas de show do Rio de Janeiro. Na ocasião gravou os maiores sucessos da carreira e quatro composições inéditas, sendo elas "Quero ser seu amigo" (gravada anteriormente em 1975 por Agnaldo Timóteo), "Pagode da cigana", "Ficar ficamos" e "Unidos de Tom Jobim", um tributo ao maestro. Entre os sucessos apresentados destacam-se "Retalho de cetim", "Mulher brasileira", "Tudo está no seu lugar", "Beleza que é você mulher" e "Charlie Brown", além de "Ah, como eu amei" (de seus irmãos Ney e Jota Vellozo) e "Me dê motivo" (Michael Sullivan e Paulo Massadas), acompanhado pela banda composta por Jorge Cardoso (direção musical), Ney Vellozo (violão), o sobrinho Kauan Vellozo (cavaquinho), Téo Lima (bateria), Edu (baixo), Luiz Felipe (violão de sete cordas), Ivanildo, Pirulito e Esguleba (percussão), Jussara, Jurema, Jefferson e Nélio (backing vocal) e o filho Rodrigo Vellozo ao piano. No DVD também foram incluídas "Bandeira do samba", "Do jeito que a vida quer", "Como dizia o mestre", "Assoviar e chupar cana", "Se não for amor", "Osso duro de roer", ""Maria baiana Maria", "Sanfona branca" e "Violão não se empresta a ninguém".

### Década de 2010
Em 2011 ao lado de Arnaldo Antunes, Alcione, Leci Brandão, Beth Carvalho, Tânia Maria, Zeca Baleiro, Verônica Ferriani, Cida Moreira, Fabiana Cozza, Diogo Nogueira e Milena participou do CD-homenagem a Nelson Cavaquinho intitulado "Uma flor para Nelson Cavaquinho", lançado pela gravadora Lua Music, no qual interpretou a faixa "Rugas", de Nelson Cavaquinho, Augusto Garcez e Ari Monteiro.
No ano de 2012 fez uma participação especial em um show do Grupo Revelação na Arena HSBC no Rio de Janeiro. Cantaram três grandes sucessos do cantor, sendo eles "Além de Tudo", "Retalhos de Cetim" e "Charlie Brown".
Em 2013, Fernando Haddad entrou como prefeito de São Paulo e enviou uma intimação de que iria desapropriar e demolir a mansão de Benito no Morumbi, onde vivia há mais de 30 anos, para a construção de uma linha de metrô, projeto que começou com o ainda prefeito Gilberto Kassab. A Prefeitura disse que iria indenizar com R$500.000, o que não valia o total da casa segundo Benito, que na época teria pagado "bilhões de Cruzeiros". Benito tentou negociar enquanto foi atrás de outra casa. Comentou bastante disso no programa A Tarde é Sua com Sonia Abrão, dizendo que quando chegou a intimação, pensou até mesmo em suicídio. A casa foi desapropriada e ele conseguiu uma indenização de um milhão de reais, e com isso comprou um apartamento em Jardins, onde foi morar com o filho Rodrigo. Também teve sua música de sucesso "Mulher Brasileira" regravada pelo filho Rodrigo Vellozo para a novela Dona Xepa, da Rede Record.
Muito triste com a perda de sua casa, e devido ao ibope dado pela Sonia Abrão que fez com que "lembrassem" dele; em 2016, sendo convidado pela gravadora 74 music, Benito lançou um novo álbum musical, "Essa Felicidade é Nossa" com suas dez faixas e com a participação especial de Fernanda Takai. O disco teve sua grande apresentação no programa The Noite com Danilo Gentili na SBT, onde cantou algumas músicas e mostrou o seu novo "disco". Em 2018, ano de eleições, numa entrevista à Revista Serafina da Folha de S.Paulo, foi perguntado sobre se tinha costume de votar, e Benito respondeu que "Não, eu nunca votei. Votar pra quê? Detesto política, sou anarquista, no bom sentido".
No final de 2019, o seu filho, André Vellozo de 36 anos, veio a falecer de causas não divulgadas em privacidade da família.

### Década de 2020
Depois do luto, em 2020, junto ao seu filho Rodrigo, que iria lançar um álbum seu, fizeram uma música em homenagem a André, intitulada "Lagrimas no Meu Sorriso".
Logo depois do começo da Pandemia de COVID-19, por precaução, Benito raspou sua cabeça e barba. Também passou a fazer, com ajuda de seu filho Rodrigo, "livestreams" onde canta os seus maiores sucessos junto com seu filho.
No dia 3 de agosto de 2021, nasceu Aurora, filha de Rodrigo com sua esposa Carolina Bellezi, sendo a primeira neta de Benito. E em 12 de novembro do mesmo ano, lançou um single com o filho Rodrigo, intitulado "O Infalível Zen", e no dia 28 do mesmo mês um álbum completo com o mesmo nome. Para comemorar os 80 anos de Benito, foi feito um álbum contando com seus maiores sucessos cantados por ilustres artistas como Juçara Marçal, Teresa Cristina, João Bosco, Xande de Pilares entre outros.
Em 4 de julho de 2023 lançou o single anunciando um novo EP, junto com o filho Rodrigo. A canção se trata de "Parabéns Pra Você", do grupo Fundo de Quintal. No dia 20 de setembro do mesmo ano, foi lançado o EP contendo seis faixas, das quais cinco são escritas por Benito, além do single supracitado anteriormente. 
Em maio de 2024 foi escolhido como enredo do carnavalesco André Machado, para o carnaval paulista de 2025, pela escola de samba Águia de Ouro, cujo nome foi "Em Retalhos de Cetim, a Águia de Ouro do jeito que a vida quer". Foi composto por Rapha SP, Marcus Boldrini e Marcelo Nunes, teve como mestre de bateria Juca Guerra, direção musical Pelezinho Paes e interpretado por  Douglinhas Aguiar e Serginho do Porto, além da participação especial de Xande de Pilares. Contou com 4 carros alegóricos, 20 alas e 2500 colaboradores desfilando.

### Polêmica da Lucilene
Uma polêmica veio a tona no começo do ano de 2020, onde uma auxiliar de limpeza, Lucilene Couto da Silva, de 40 anos e de Senador Camará, Rio de Janeiro, procurou o programa da Sonia Abrão na Rede Record, para dizer que Benito era seu pai biológico e que era adotada. Devido a morte do pai adotivo e a mãe adotiva estar com Alzheimer ela foi a procura de outras fontes para confirmar o que haviam dito a ela, que Benito di Paula era o seu pai. Depois de encontrar uma grande amiga de sua mãe biológica, foi atrás dela no bairro Cosmos, e sua mãe teria sido a governanta da casa onde Benito morou no Rio de Janeiro. Ela teria engravidado e com vergonha, pois Benito já estava em um relacionamento, ela comunicou o cantor e desapareceu, deixando a menina com outra família. Em setembro de 2018 teria encontrado em um show em Nova Iguaçu, onde disse ter contado o caso a Rodrigo Vellozo, que deu os seus contatos para ela. Porém teria depois disso sido bloqueada em todas as mídias sociais por Rodrigo. Então em agosto de 2019 foi em outro show em Padre Miguel para falar diretamente com o cantor, onde lhe entregou uma carta contando tudo. Logo depois teria conseguido o contato de uma filha, irmã de Rodrigo, que lhe dissera para procurar a mãe antes de vir atrás de seu pai. Porém não teria conseguido. Tentou entrar com um processo na Defensoria Pública para fazer um teste de DNA, mas foi antes tentar de forma amigável pelo programa da Sonia Abrão. O caso foi descoberto ser falso.

## Discografia

### Álbuns
Apenas os álbuns em português do cantor:
- 1956 – Final (Continental)
- 1966 – Final/Bem Feito (Continental)
- 1967 – Uday Vellozo (Continental)
- 1968 – Benito di Paula (Continental)
- 1969 – Nino, o Italianinho (Copacabana)
- 1970 – Hei John / Faça de Mim Uma Ilha (Copacabana)
- 1971 – Benito di Paula (Copacabana)
- 1972 – Ela (Copacabana)
- 1972 – Violão Não Se Empresa À Ninguém (Copacabana)
- 1973 – Um Novo Samba (Copacabana)
- 1974 – Gravado ao Vivo (Copacabana)
- 1975 – Benito di Paula e Seus Convidados - Brasil Som 75 (Copacabana)
- 1975 – Benito di Paula / Você Vai Ficar Na Saudade (Copacabana)
- 1976 – Benito di Paula / Tudo Está No Seu Lugar (Copacabana)
- 1977 – Benito di Paula / Assobiar ou Chupar Cana (Copacabana)
- 1978 – Benito di Paula / Viva O Sol (Copacabana)
- 1978 – Caprichos de La Vida Copacabana)
- 1979 – Benito di Paula / Desencontro (Copacabana)
- 1980 – Benito di Paula / Havia Festa (Copacabana)
- 1981 – Benito di Paula / Ah, Como Eu Amei (WEA)
- 1982 – Benito di Paula / Sonho em Preto e Branco (WEA)
- 1983 – Bom Mesmo É o Brasil (WEA)
- 1984 – Que Brote Enfim o Rouxinol que Existe em Mim (RGE)
- 1985 – Nação (RGE)
- 1986 – Benito di Paula / Instrumental
- 1987 – Quando a Festa Acabar (Copacabana)
- 1990 – Fazendo Paixão (BMG Ariola)
- 1992 – A Vida Me Faz Viver (Copacabana)
- 1994 – Pode Acreditar (RGE)
- 1996 – Balieiro (Paradoxx Music)
- 2009 – Ao Vivo (CD e DVD, EMI Music)
- 2016 – Essa Felicidade É Nossa (RYB8 Music)
- 2021 – O Infalível Zen (Rodrigo e Benito)

### Singles
- 1994 – "Viva Meu Padin" (RGE)
- 1994 – "Por Amor" (RGE)

### Coletâneas
- 1977 – Desde Brasil... Benito di Paula (Carnaby)
- 1981 – Seleção de Ouro (Copacabana)
- 1983 – Os Grandes êxitos de Benito di Paula (Copacabana)
- 1985 – O Melhor de Benito di Paula (Magazine)
- 1987 – Melhores Momentos (Copacabana)
- 1994 – Grandes Sucessos De Benito Di Paula
- 1997 – 20 Super Sucessos - Benito di Paula
- 1999 – Raízes do Samba
- 2002 – Perfil - Benito di Paula (Som Livre)
- 2002 – Identidade - Benito di Paula (EMI)
- 2004 – O Talento de Benito di Paula (EMI)
- 2004 – Retratos - Benito di Paula (EMI)
- 2004 – Eu Sou O Samba (EMI)
- 2005 – Bis - Benito di Paula (EMI)